# 羊神社 (安中市)
羊神社（ひつじじんじゃ）は、群馬県安中市中野谷にある神社。

## 祭神

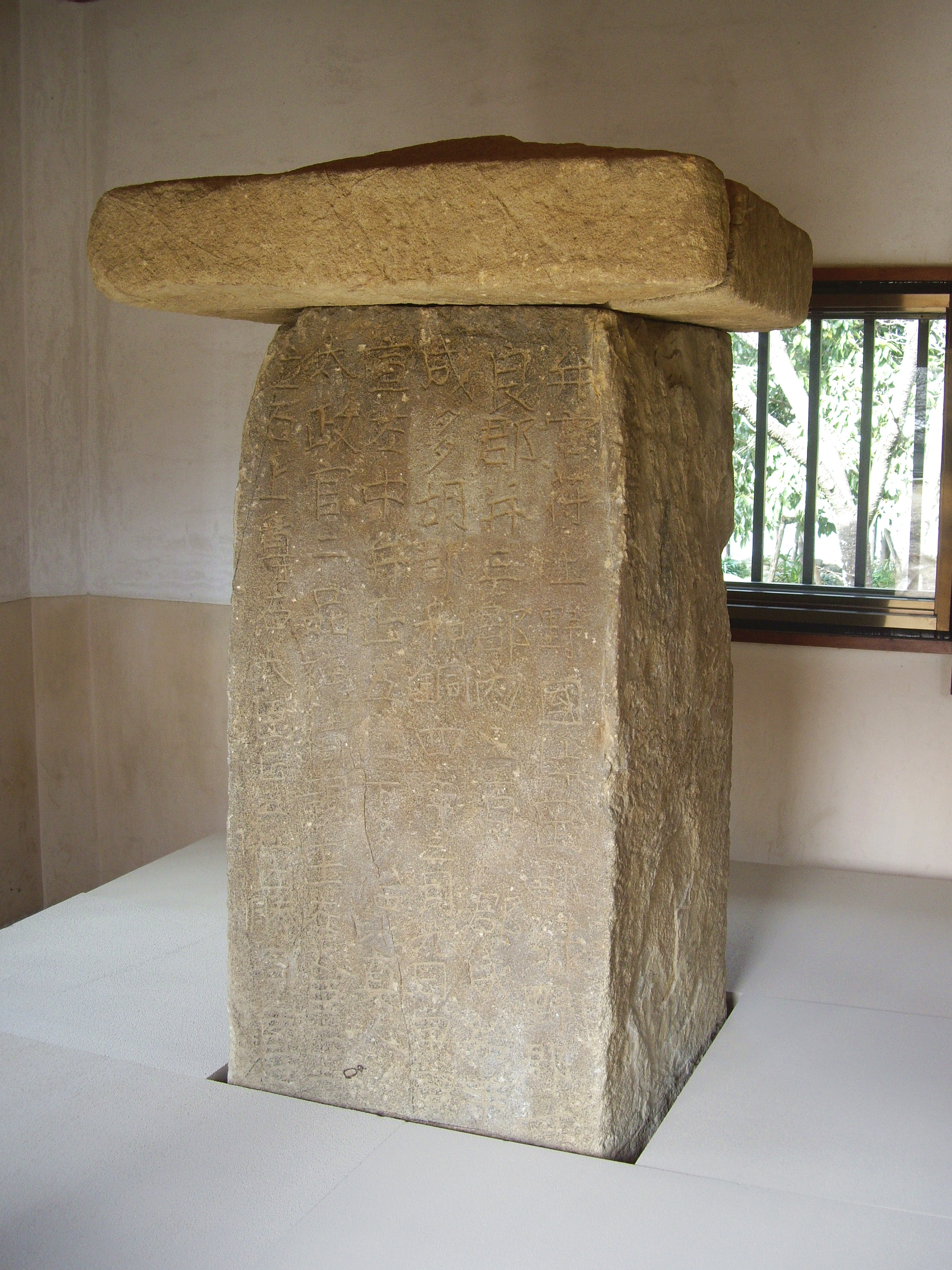
羊の名を刻む多胡碑は、和銅4年（711年）の建立。山ノ上碑・金井沢碑とともに上野三碑としてユネスコ世界の記憶に登録されている。

祭神は天児屋根命、多胡羊太夫（藤原宗勝）。健康・学問・経済の権現とされる。当社の宮司は同市内にある咲前神社（鷺宮咲前神社）の宮司が兼任している。

## 歴史
磯部温泉の玄関口であるJR磯部駅の南東2キロメートルほどの場所に鎮座する。奈良時代、上野国多胡郡を治めた多胡羊太夫は、和銅（自然銅）発見など数々の伝説を残す人物であり、その子孫ら一族が江戸時代・延宝年間に当地・字（あざ）久保へと移住し、「多胡新田」を拓いた。このころ、一族が祖先である羊太夫を祀ったのが当社の始まりである。現代においても当社周辺には多胡姓が60世帯ほど集まっており、1997年（平成9年）に氏子らによって社殿の新築・遷座が執り行われた。

## 境内
- 社殿および十二社 - 1997年新築[2]。
- 狛犬 - 1998年（平成10年）建立[2]。社殿前にも愛らしい羊の形をした狛犬が置かれており、社殿に向かって右側が口を開けた阿形、左側が口を閉ざした吽形となっている（阿吽）[5]。台座の「下り藤に五輪の塔」は当社の社紋である[2]。
- 三峯社 - 1998年建立[2]。
- 案内看板 - 2015年（平成27年）の未年を前に、遠方からの参拝客訪問を見越して整備したもの[6]。

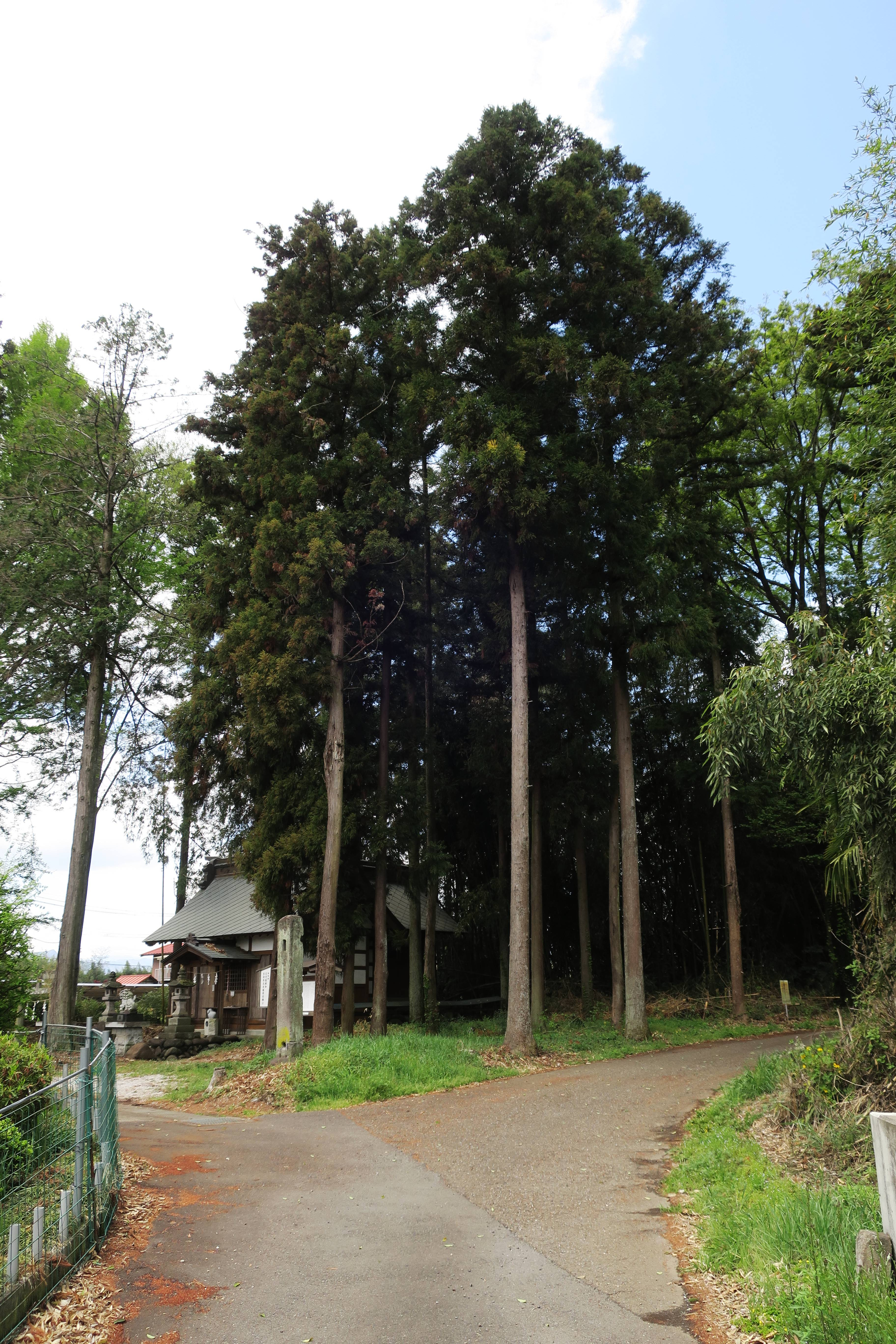
社叢
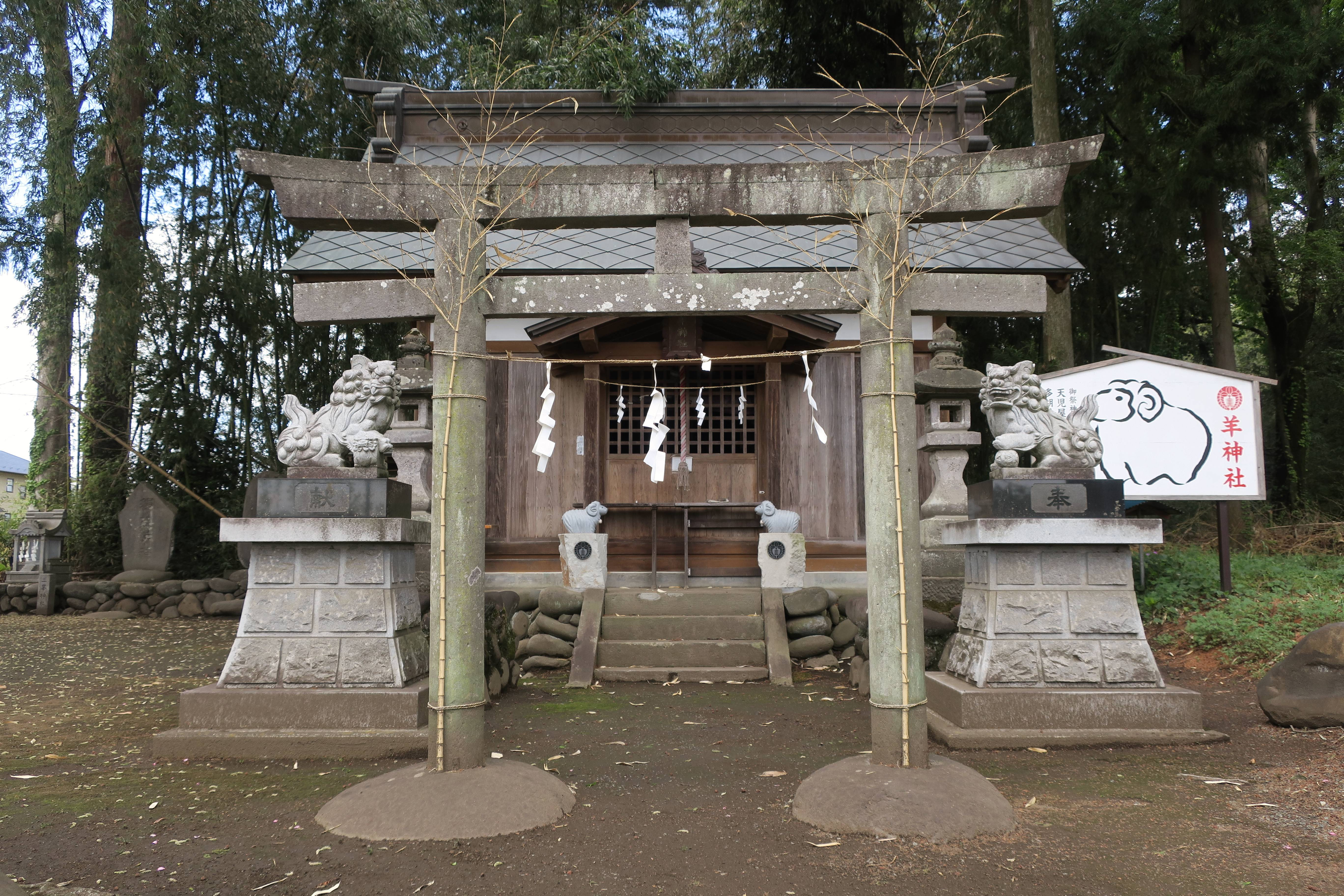
鳥居
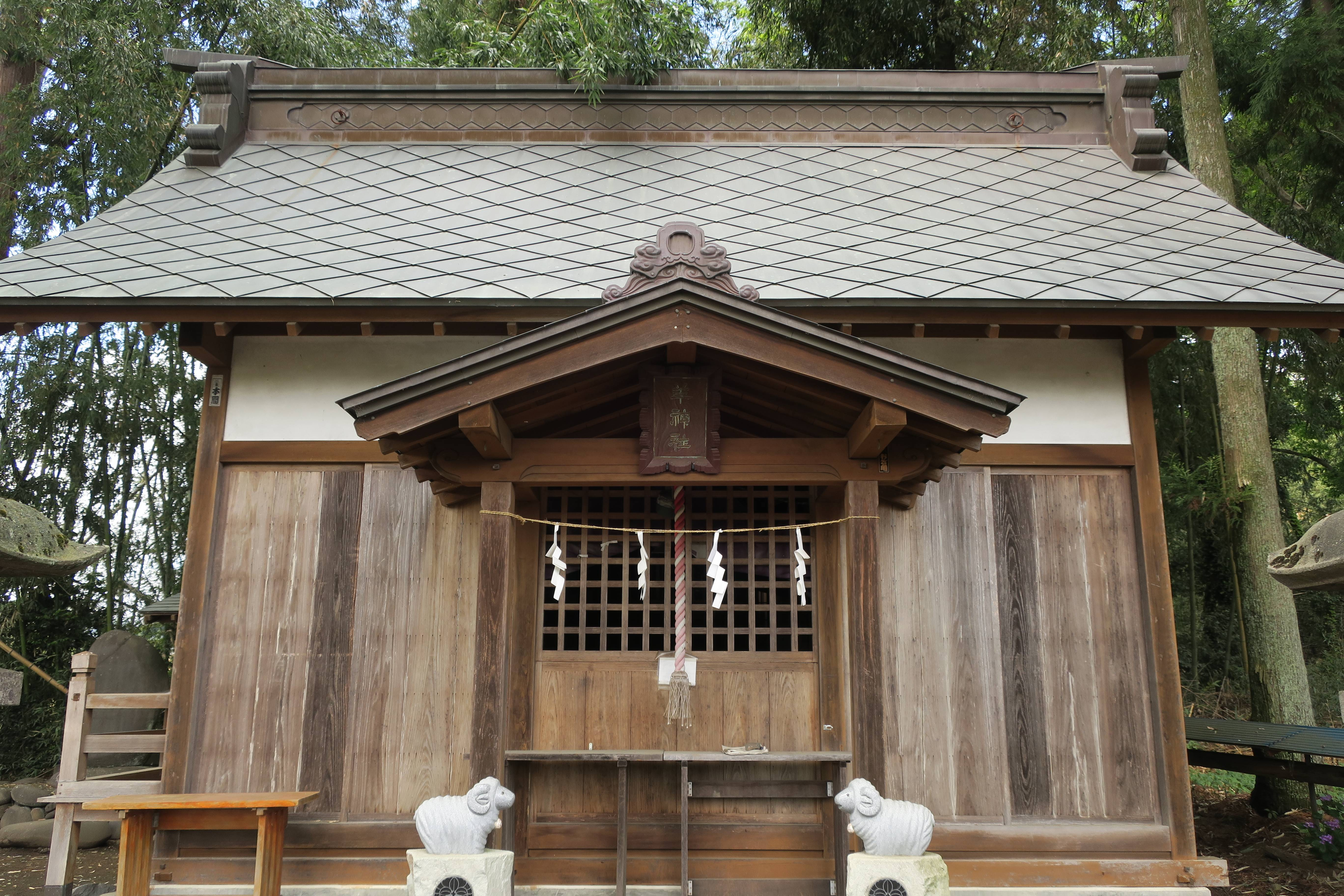
社殿
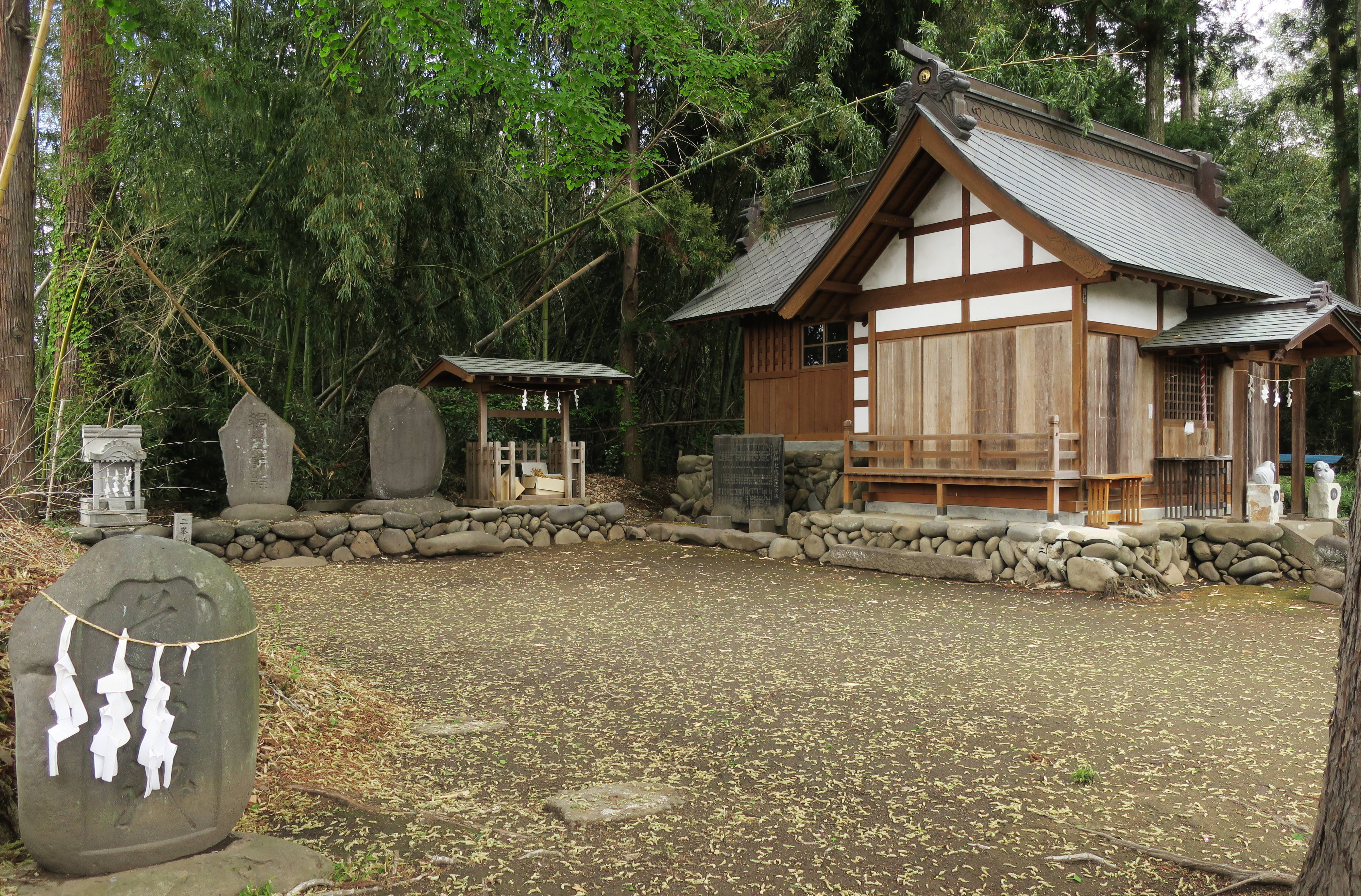
境内

## 祭事
日程は下記の通り。
- 3月15日 - 春祭
- 10月15日 - 秋祭

## 交通アクセス
公共交通機関
JR信越本線・磯部駅から2.2キロメートル、徒歩約30分間。最寄りに「久保」バス停があり、磯部駅から乗合タクシーで6分間（時間帯によっては要予約）。